# Barclaycard
Barclaycard is een bedrijf dat wereldwijd creditcards verstrekt. Het is een dochteronderneming van het Britse Barclays en werd in 1966 opgezet. Tegenwoordig maakt het bedrijf gebruik van de netwerken van VISA en MasterCard.

## Nieuwe technologie
Het bedrijf maakte in 2008 bekend flink te zullen investeren in nieuwe manieren om te betalen, waarbij plastic betaalkaarten niet meer nodig zijn. Door deze technologieën zullen in de toekomst betalingen kunnen worden gedaan met mobiele telefoons of via biometrische methoden (ogenscans en vingerafdrukken). In de Verenigde Arabische Emiraten zijn al geldautomaten, waar mensen geld kunnen opnemen met vingerafdrukken. Barclaycard heeft overigens al een contactless payment-systeem geïntroduceerd in het Verenigd Koninkrijk, OnePulse, waarbij men in steeds meer winkels kan betalen door een pasje tegen een sensor te houden. Het pasje hoeft niet uit de portemonnee te worden gehaald. Wel moet men soms een pincode intikken.